# Britta Skaar
Britta Skaar, född 25 december 1918 i Stockholm död 7 oktober 2021 i Bærum, var en norsk tecknare och grafiker.
Hon var dotter till den norske köpmannen Johannes Skaar och Helga Thomas och gift med Einar Colevin Hellem. Skaar studerade vid Akademie der Künste 1937–1940 och en kortare period 1941 för Emil Johanson-Thor och Harald Sallberg vid Konstakademiens etsningsskola i Stockholm. Hon var verksam i Sverige under andra världskriget men vid krigsslutet 1945 flyttade hon till Norge. I Sverige medverkade hon ett par gånger i HSB:s utställningar God konst i alla hem och utförde några teckningar till Barnbiblioteket Sagas serie Barnteatern. Hennes konst består av porträtt och landskapsskildringar.
År 2014 medverkade Skaar i en utställning anordnad av Bærums konstförening där hon varit medlem sedan 1970-talet. Skaar är representerad vid bland annat Moderna museet i Stockholm.